# 엘리너 워딩턴 콕스
엘리너 워딩턴 콕스(Eleanor Worthington Cox, 2001년 6월 21일 ~ )는 잉글랜드의 배우이다.

## 참여 작품

### 영화
- 말레피센트 (영화)

### 극
- 요셉 어메이징
- 마틸다 (뮤지컬)
- 앵무새 죽이기
- 벅시 말론